# Liste der Monuments historiques in Insviller
Die Liste der Monuments historiques in Insviller führt die Monuments historiques in der französischen Gemeinde Insviller auf.

## Liste der Bauwerke
| Bezeichnung | Beschreibung                                            | Standort                | Kennzeichnung | Schutzstatus | Datum | Bild |
| ----------- | ------------------------------------------------------- | ----------------------- | ------------- | ------------ | ----- | ---- |
| Quereinhaus | Fachwerk, teilweise massiv, Anfang des 19. Jahrhunderts | 28 route de Lhor (Lage) | PA00107068    | Inscrit      | 1994  |      |